# آری فان فلیت
آری فان فلیت (هلندی: Arie van Vliet; ۱۸ مارس ۱۹۱۶ – ۹ ژوئیهٔ ۲۰۰۱) ورزشکار دوچرخه‌سواری پیست اهل هلند بود.
وی در مسابقات کشوری و بین‌المللی در مجموع برندهٔ ۵ مدال طلا، ۷ مدال نقره، ۳ مدال برنز شده‌است.